# Penicillium miczynskii
Penicillium miczynskii är en svampart som beskrevs av K.M. Zalessky 1927. Penicillium miczynskii ingår i släktet Penicillium och familjen Trichocomaceae.   Inga underarter finns listade i Catalogue of Life.
I den svenska databasen Dyntaxa används istället namnet Eupenicillium shearii för samma taxon.  Arten är reproducerande i Sverige.